# Проклятие Фенрика
Проклятие Фенрика (англ. The Curse of Fenric) — третья серия двадцать шестого сезона британского научно-фантастического телесериала «Доктор Кто», состоящая из четырёх эпизодов, которые были показаны в период с 25 октября по 15 ноября 1989 года.

## Сюжет
Доктор и Эйс прибывают на британскую морскую базу возле Мэйденс Пойнт на побережье Нортумбрии во время Второй Мировой Войны. Вскоре они узнают, что база под началом командора Миллингтона используется для прослушивания и перевода закодированных немецких сообщений с помощью суперкомпьютера Ультима, а также добычи смертельного нервно-паралитического газа. Тем временем инвалид-колясочник доктор Джадсон использует Ультиму для расшифровки рун викингов, найденных в катакомбах под базой, предупреждающих о пришествии Фенрика, что привлекает внимание Миллингтона, который считает, что может получить силу Фенрика. Снаружи базы Доктор и Эйс находят отряд советских солдат под командованием капитана Сорина, собирающихся похитить Ультиму. Доктор просит их сидеть тихо, а Эйс и Сорин влюбляются друг в друга.
Доктор и Эйс находят древнюю светящуюся вазу, сокровище, похищенное викингами и оставленное в катакомбах, но ее забирает Миллингтон. Пока он вместе с Джадсоном расшифровывают письмена на вазе, вампироподобные гемоворы поднимаются из моря, атакуют и превращают английских и советских солдат и мирных жителей в себе подобных. Когда Джадсон запускает Ультиму с вазой, его бьет энергия, и он становится одержим Фенриком. Фенрик дает приказы Древнему, старому гемовору, управляющему другими монстрами, чтобы те продолжали наступление. Эйс удается предупредить одну из девушек, Кэтлин, что пришло время спасать ее новорожденное дитя, Одри.
Доктор рассказывает, что уже встречался с Фенриком, древним злом, испытывающим его на подобии шахматного поединка. Доктору удается его задержать в комнате, где хранится газ, но Фенрик раскрывает, что Сорин — один из его «волков», произошедших от викингов, похитивших вазу, и захватывает его тело. Эйс случайно помогает Фенрику, и тот, уже неостановимый, приказывает Древнему атаковать Доктору, но психический барьер, созданный доверием Эйс к Доктору, защищает его. Доктор вынужден сказать, что она просто пешка в руках Доктора, и что он создал временной шторм, который перенес ее на инопланетный мир. Более того, спасением Кэтлин и Одри она обеспечила сохранность цикла: Одри — мать Эйс, которую она презирает. Вера Эйс пропадает вместе с барьером, но Древний вместо Доктора атакует Фенрика, затаскивает его в запечатанную комнату и выпускает смертельную дозу газа. Комната взрывается, убивая их обоих. Вскоре Доктор и Эйс отдыхают от приключения на берегу, Эйс рассказывает, почему она ненавидит свою мать, и что у нее прошел страх воды. После этого они возвращаются в ТАРДИС.

## Трансляции и отзывы
| Эпизод            | Дата показа     | Продолжительность | Телезрители (в миллионах) |
| ----------------- | --------------- | ----------------- | ------------------------- |
| «Часть 1»         | 25 октября 1989 | 24:23             | 4,3                       |
| «Часть 2»         | 1 ноября 1989   | 24:09             | 4,0                       |
| «Часть 3»         | 8 ноября 1989   | 24:11             | 4,0                       |
| «Часть 4»         | 15 ноября 1989  | 24:16             | 4,2                       |
| [ 1 ] [ 2 ] [ 3 ] |                 |                   |                           |

## Интересные факты
- Эта серия — вторая из так называемой «Трилогии Эйс» (вместе с сериями «Призрачный свет» и «Выживание»), раскрывающими отдельные части её биографии.
- Доктор напевает имена своих бывших компаньонов, чтобы отогнать гемоворов. Большинство имен неразличимы, но некоторые можно расслышать: Сьюзен, Барбара, Вики и Стивен.
- Эйс упоминает старый дом в Перивейле. Это должно было стать предвестьем серии «Призрачный свет», но изменение порядка трансляции сделало это упоминание просто отсылкой к прошедшим событиям.
- В финальной схватке между Доктором и Фенриком объясняется, как Эйс оказалась на Ледяном Мире, когда встретилась с Доктором в серии «Драконье пламя». Также Доктор упоминает сцену из серии «Серебряная Немезида»: при изучении одного из антагонистов, леди Пенфорт, он двигает фигуры на доске, что объясняется частью игры, в которую он играет с Фенриком.
- Йен Бриггс упоминал, что персонаж доктора Джадсона был создан на основе Алана Тьюринга.